# Моника Селеш
Моника Селеш (мађ. Szeles Mónika, енгл. Monica Seles; Нови Сад, 2. децембар 1973) је бивша југословенска, а касније америчка професионална тенисерка мађарског порекла – бивша најбоља тенисерка света. За време своје каријере освојила је 9 гренд слем турнира. Најмлађа је тенисерка која је освојила Ролан Гарос. Била је доминантна тенисерка 1991. и 1992, али се морала повући из тениса 1993. године, због повреде коју је добила на турниру у Хамбургу када ју је гледалац из публике убо ножем. Тенису се вратила 1995, али није успела доћи до успеха којег је имала почетком 1990их.

## Тениска каријера

#### Почеци
Селешова се тенисом почела бавити од шесте године. Тренер јој је био отац Карољ (мађ. Károly). Свој први турнир је освојила са девет година, иако се тада није пуно разумела у начин бодовања у тенису, па током меча није знала ко води у игри. У моменту када јој је било најпотребније, свој тениски терен јој је ставио на располагање Ђорђе Балашевић, чиме је знатно допринео њеном тениском развоју.
Године 1985, са само 11 година, освојила је престижни турнир Оранџ боул у Мајамију, САД. Притом ју је запазио познати тениски тренер Ник Болетери. Следеће године, породица Селеш се сели из Југославије у САД, где Моника креће у тениску академију Ника Болетерија, у којој је тренирала две године.

#### Пробој
Професионални тенис је почела да игра 1988, са 14 година. Наредне године је кренула њена пуна професионална каријера на ВТА турнирима када је освојила Хјустон у мају 1989. године победивши Крис Еверт у финалу. Месец дана касније, Селешова је стигла до полуфинала Отвореног првенства Француске, када је изгубила од тадашње најбоље тенисерке, Штефи Граф. Моника је своју прву сезону завршила на месту број 6 на ВТА листи.
Са јаким форхендом и бекхендом, као и јаким ритерном, Селешова је по многима прва "power player" тенисерка у женском тенису. Такође је позната по гласном стењању приликом удара лопте, па су се неке тенисерке жалиле на гласноћу, а судије су је упозоравале да буде мало тиша.
Њен први гренд слем турнир био је Отворено првенство Француске 1990, где се у финалу суочила са Штефи Граф. Селешова је спасила 4 везане сет лопте у тај-брејку првог сета, који је освојила са 8-6, и успела да добије меч у два сета (7-6, 6-4). Освојивши турнир, постала је најмлађа тенисерка која је освојила Отворено првенство Француске са само 16 и по година.

#### Врхунац каријере
Године 1991. Селешова је имала доминантан положај у женском тенису. Сезону је почела победом на Отвореном првенству Аустралије у јануару, победивши Јану Новотну у финалу. Два месеца касније, 11. марта, преузела је место број 1 на ВТА листи од Штефи Граф. Успешно је одбранила титулу на Отвореном првенству Француске, победивши тада најмлађу такмичарку Аранчу Санчез Викарио у финалу. После Француске није играла на Вимблдону, када је паузирала шест недеља због истегнућа листа на доњем делу ноге. После паузе се појавила на Отвореном првенству Америке где је победила Мартину Навратилову у финалу, учвршћујући своје место прве тенисерке света. Исте године је са Гораном Прпићем освојила Хопман куп за Југославију.
Следећа, 1992. година је такође протекла доминацијом Селешове у женском тенису. Успешно је одбранила гренд слем турнире у Аустралији, Француској и Америци. До финала на Вимблдону је дошла, али није могла прекинути доминацију Штефи Граф на травнатим теренима, изгубивши 6:2, 6:1.
У периоду од јануара 1991. до фебруара 1993, Селешова је освојила 22 турнира и дошла до 33 финала од 34 турнира у којима је играла. У том периоду је имала 159 победа и само 12 пораза (92,9% победа), укључујући и 55/1 на гренд слем турнирима. У ширем контексту, од почетка професионалне каријере, 1989. до краја 1992. имала је 231 победа и 25 пораза (90,2% победа) и 30 титула на турнирима. Једино је Крис Еверт имала бољи постотак победа (91,1% од 1971. до 1974) и 34 турнира. Ипак, Селешова није успела да одржи тај успех до краја своје каријере.

#### 1993.
У 1993. годину Селешова је снажно ушла. У јануару је трећи пут заредом освојила отворено првенство Аустралије победивши Штефи Граф.
Ипак, све ће се променити у инциденту који је шокирао свет тениса 30. априла 1993. У четвртфиналу, у мечу између Селеш и Магдалене Малејеве, на турниру у Хамбургу, 38-годишњи гледалац, Гинтер Пархе, опсесивни обожавалац Штефи Граф, ножем је гађао Монику Селеш у кичму, између лопатица. Убрзо је одведена у болницу. Физички, Моника се опоравила за неколико недеља, али напад је оставио веће, психолошке последице. Професионалном тенису се није вратила следеће две године. Нападач није добио затворску казну због психичког стања, али је добио условну двогодишњу казну са обавезним психолошким лечењем. Због овог инцидента су појачане мере сигурности на тениским турнирима.
После инцидента, Графова је поново постала доминантна у женском тенису, због одсуства Селешове на турнирима.

#### Повратак
За време одсуства, Селеш је постала држављанин Сједињених Америчких Држава 17. маја 1994. године.
Селешова се вратила професионалном тенису у августу 1995. и освојила први повратнички турнир, Отворено првенство Канаде. Многи су мислили да ће моћи да врати доминацију у тенису, какву је имала на почетку своје професионалне каријере. Истог месеца је дошла до финала Отвореног првенства Америке, када је изгубила од Штефи Граф резултатом 7:6, 0:6, 6:3. У јануару 1996, Селешова је још једном освојила Отворено првенство Аустралије, али ово ће јој бити и последња гренд слем титула. Селешова се са тешкоћом борила да дође до своје најбоље форме. На то је и утицао њен отац, Карољ, којем је утврђен рак и који је преминуо 1998. године. Селешова је опет, 1996. дошла до другог узастопног финала на Отвореном првенству Америке, изгубивши, опет, од Штефи Граф у финалу. Последње гренд слем финале је било у Паризу 1998. (неколико недеља после смрти њеног оца), када је изгубила од Санчез Викарио.
Поставши држављанин САД, Селешова је помогла америчком тиму да освоје Фед куп 1996. и 2000. године. Такође је освојила бронзу на Олимпијским играма у Сиднеју 2000. године.
Освојивши 53 турнира до 2003, Селешова је морала да напусти професионални тенис због повреде ноге. У фебруару 2005. играла је два егзибициона меча против Мартине Навратилове, изгубивши оба пута.

## Каснији живот
Моника Селеш тренутно живи на Флориди. Године 2007. постала је и мађарски држављанин.
Почетком 2008. године учествовала је на америчкој телевизији у шоу програму „Плесом до звезда“ ("Плес са звездама").
Од 2009. Селешова је у вези са америчким бизнисменом Томом Голисаном. Њена аутобиографија је објављена 21. априла 2009. године, а у Србији 2012. године.

## Наслеђе
„Тенис Магазин“ је поставио као 13. највећег играча свих времена (жене и мушкарци), а по аустралијском магазину „Тенис“ она је међу 15 жена највећих шампиона у последњих 30 година (играчице су поређане абецедним редом).
Позната је и као једна од највећих играчица „кључних поена“, јер је имала изузетну психичку снагу у најтежим ситуацијама на терену. У неком интервјуу је изјавила „да јој је брат док је била мала стално говорио да је сваки поен важан“ тако да касније није имала трему код важних поена већ се за сваки борила скоро исто.
Изабрана је почасног грађанина Новог Сада 1993.

## Резултати на гренд слем турнирима
| Турнир                           | 1989. | 1990. | 1991. | 1992. | 1993. | 1994. | 1995. | 1996. | 1997 | 1998. | 1999. | 2000. | 2001. | 2002. | 2003. | О/И    | Поб-пор |
| -------------------------------- | ----- | ----- | ----- | ----- | ----- | ----- | ----- | ----- | ---- | ----- | ----- | ----- | ----- | ----- | ----- | ------ | ------- |
| Отворено првенство Аустралије    | Н     | Н     | П     | П     | П     | Н     | Н     | П     | Н    | Н     | ПФ    | Н     | ЧФ    | ПФ    | 2К    | 4 / 8  | 43:4    |
| Ролан Гарос                      | ПФ    | П     | П     | П     | Н     | Н     | Н     | ЧФ    | ПФ   | Ф     | ПФ    | ЧФ    | Н     | ЧФ    | 1К    | 3 / 11 | 54:8    |
| Вимблдон                         | 4K    | ЧФ    | Н     | Ф     | Н     | Н     | Н     | 2К    | 3К   | ЧФ    | 3К    | ЧФ    | Н     | ЧФ    | Н     | 0 / 9  | 30:9    |
| Отворено првенство САД           | 4K    | 3К    | П     | П     | Н     | Н     | Ф     | Ф     | ЧФ   | ЧФ    | ЧФ    | ЧФ    | 4K    | ЧФ    | Н     | 2 / 12 | 53:10   |
| Победе/порази на гренд слемовима | 11:3  | 13:2  | 21:0  | 27:1  | 7:0   | 0:0   | 6:1   | 17:3  | 11:3 | 14:3  | 16:4  | 12:3  | 7:2   | 17:4  | 1:2   | 9 / 40 | 180:31  |

## Гренд слем финала

### Појединачно

#### Победе (9)
| Година | Турнир                            | Противница у финалу   | Резултат       |
| 1990.  | Отворено првенство Француске      | Штефи Граф            | 7:6(6), 6:4    |
| 1991.  | Отворено првенство Аустралије     | Јана Новотна          | 5:7, 6:3, 6:1  |
| 1991.  | Отворено првенство Француске (2)  | Аранча Санчез Викарио | 6:3, 6:4       |
| 1991.  | Отворено првенство САД            | Мартина Навратилова   | 7:6(1), 6:1    |
| 1992.  | Отворено првенство Аустралије (2) | Мери Џо Фернандез     | 6:2, 6:3       |
| 1992.  | Отворено првенство Француске (3)  | Штефи Граф            | 6:2, 3:6, 10:8 |
| 1992.  | Отворено првенство САД (2)        | Аранча Санчез Викарио | 6:3, 6:3       |
| 1993.  | Отворено првенство Аустралије (3) | Штефи Граф            | 4:6, 6:3, 6:2  |
| 1996.  | Отворено првенство Аустралије (4) | Анке Хубер            | 6:4, 6:1       |

#### Порази (4)
| Година | Турнир                       | Противница у финалу   | Резултат         |
| 1992.  | Вимблдон                     | Штефи Граф            | 2:6, 1:6         |
| 1995.  | Отворено првенство САД       | Штефи Граф            | 6:7(6), 6:0, 3:6 |
| 1996.  | Отворено првенство САД       | Штефи Граф            | 5:7, 4:6         |
| 1998.  | Отворено првенство Француске | Аранча Санчез Викарио | 6:7(5), 6:0, 2:6 |

## ВТА финала

### Појединачно

#### Победе (53)
- 1989.(1) - Хјустон
- 1990.(9) - Отворено првенство Француске, ВТА првенство, Мајами, US Hardcourts, Тампа, Рим, Берлин, Лос Анђелес и Оукланд
- 1991.(10) - Отворено првенство Аустралије, Отворено првенство Француске, Отворено првенство САД, ВТА шампионат, Мајами, Хјустон, Лос Анђелес, Токио, Милано, Филаделфија
- 1992.(10)- Отворено првенство Аустралије, Отворено првенство Француске, Отворено првенство САД, ВТА шампионат, Есен, Индијан Велс, Хјустон, Барселона, Токио и Оукланд
- 1993.(2) - Отворено првенство Аустралије, Чикаго
- 1995.(1) -  Торонто
- 1996.(5) - Отворено првенство Аустралије, Токио, Сиднеј, Истборн, Монтреал
- 1997.(3) - Лос Анђелес; Торонто; Токио
- 1998.(2) - Монтреал; Токио
- 1999.(1) - Амелиа острво
- 2000.(3) - Оклахома Сити, Амелиа острво, Рим
- 2001.(4) - Оклахома Сити, Баија, Токио, Шангај
- 2002.(2) - Доха, Мадрид

#### Порази (32)
- 1989: Далас (победница Мартина Навратилова)
- 1989: Брајтон (победница Штефи Граф)
- 1991: Индијан Велс (победница М. Навратилова)
- 1991: Сан Антонио (победница М. Навратилова)
- 1991: Хамбург (победница Ш. Граф)
- 1991: Рим (победница Габријела Сабатини)
- 1991: Сан Дијего (победница Џенифер Капријати)
- 1991: Оукланд (победница М. Навратилова)
- 1992: Рим (победница Г. Сабатини)
- 1992: Вимблдон (победница Ш. Граф)
- 1992: Лос Анђелес (победница М. Навратилова)
- 1992: Монтреал (победница Аранча Санчез Викарио)
- 1993: Париз (победница М. Навратилова)
- 1995: Њујорк (победница Ш. Граф)
- 1996: Њујорк (победница Ш. Граф)
- 1996: Оукланд (победница Мартина Хингис)
- 1997: Мајами (победница М. Хингис)
- 1997: Чарлстон (победница М. Хингис)
- 1997: Мадрид (победница Јана Новотна)
- 1997: Сан Дијего (победница М. Хингис)
- 1998: Париз (победница А. Санчез Викарио)
- 1998: Москва (победница Мери Пирс)
- 1999: Торонто (победница М. Хингис)
- 1999: Токио (победница Линдси Давенпорт)
- 2000: Сан Дијего (победница Винус Вилијамс)
- 2000: Њу Хејвен (победница В. Вилијамс)
- 2000: ВТА првенство (победница М. Хингис)
- 2001: Сан Дијего (победница В. Вилијамс)
- 2001: Лос Анђелес (победница Л. Давенпорт)
- 2002: Токио (победница М. Хингис)
- 2003: Токио (победница Л. Давенпорт)
- 2003: Дубаи (победница Жистин Енен-Арден)

### Парови

#### Победе (6)
| Легенда           |
| ----------------- |
| Тијер I (3)       |
| Тијер II (2)      |
| Тијер III (1)     |
| Тијер IV (0)      |
| Гренд слем (0)    |
| ВТА Шампионат (0) |

| Бр. | Датум               | Турнир                   | Подлога | Партнерка         | Противнице у финалу                     | Резултат    |
| 1.  | 13. мај 1990.       | Рим, Италија             | Шљака   | Хелен Келеси      | Лаура Ђароне Лаура Ђоларса              | 6–3, 6–4    |
| 2.  | 31. март 1991.      | Сан Антонио, Тексас, САД | Тврда   | Пети Фендик       | Џил Хедерингтон Кети Риналди Станкел    | 7–6(2), 6–2 |
| 3.  | 12. мај 1991.       | Рим, Италија             | Шљака   | Џенифер Капријати | Никол Брадке Елна Рајнах                | 7–5, 6–2    |
| 4.  | 10. мај 1992.       | Рим, Италија             | Шљака   | Хелена Сукова     | Катарина Малејева Барбара Ритнер        | 6–1, 6–2    |
| 5.  | 21. септембар 1997. | Токио, Јапан             | Тврда   | Аи Сугијама       | Жули Алар-Декуги Ченда Рубин            | 6–1, 6–0    |
| 6.  | 27. септембар 1998. | Токио, Јапан             | Тврда   | Ана Курњикова     | Мери Џо Фернандез Аранча Санчез Викарио | 6–4, 6–4    |

#### Порази (3)
- 1997: Чикаго (партнерка Линдси Давенпорт)
- 1998: Филаделфија (партнерка Наташа Зверева)
- 1999: Мајами Мастерс (партнерка Мери Џо Фернандез)

## Екипна такмичења

### Победе (3)
- 1991: Хопман куп са репрезентацијом Југославије (партнер Горан Прпић)
- 1996: Фед куп са репрезентацијом САД (партнерке Линдси Давенпорт, Мери Џо Фернандез и Линда Вајлд)
- 2000: Фед куп са репрезентацијом САД (партнерке Линдси Давенпорт, Џенифер Капријати и Лиса Рејмнод)

## Пласман
Пласман на ВТА листи, на крају календарске године:
| 1988 | 1989 | 1990 | 1991 | 1992 | 1993 | 1994 | 1995 | 1996 | 1997 | 1998 | 1999 | 2000 | 2001 | 2002 | 2003 |
| 86   | 6    | 2    | 1    | 1    | 8¹   | *    | 1    | 2    | 5    | 6    | 6    | 4    | 10   | 7    | 60   |

1- већи део године није играла, *- није играла целе године